# 3698 Manning
A 3698 Manning (ideiglenes jelöléssel 1984 UA2) a Naprendszer kisbolygóövében található aszteroida. Edward L. G. Bowell fedezte fel 1984. október 29-én.